# 플로리안 가이어 폰 기벨슈타트

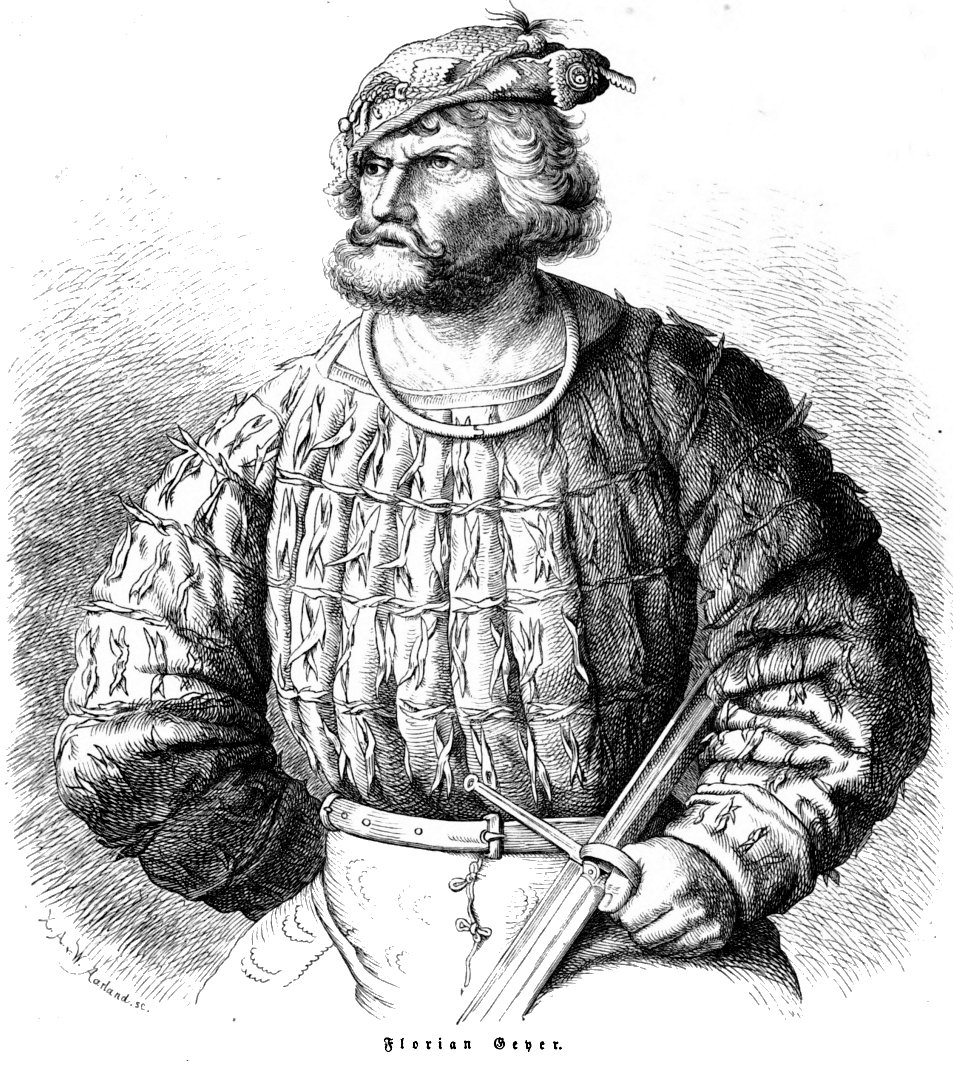
1860년 그림.

플로리안 가이어 폰 기벨슈타트(독일어: Florian Geyer von Giebelstadt: 1490년경-1525년 6월 10일)는 신성로마제국의 귀족, 외교관, 기사였다. 독일농민전쟁 때의 행적으로 알려져 있다.
1490년경 운터프랑켄 기벨슈타트의 가이어성에서 태어났다. 1492년 부친 디트리히 가이어와 두 형이 죽으면서 가독을 물려받았다. 1512년과 1513년 두 차례 잉글랜드 국왕 헨리 8세의 궁정에 초청을 받았는데, 아마 이 때 존 위클리프와 롤라드파의 사상에 영향을 받았으리라는 추측이 있다. 1517년 노이뮌스터 대학교회에서 청구해온 350년 묵은 이자채권을 상환하기를 거부하여 교회에서 파문당했다.
1519년, 슈바벤 동맹의 카지미어 폰 브란덴부르크쿨름바흐 변경백 밑에서 복무하며 뫼크뮐에서 울리히 폰 뷔르템베르크 공작 및 괴츠 폰 베를리힝겐과 싸웠다. 그해 말, 카지미어 변경백은 독일기사단 총장으로서 폴란드와 싸우던 자기 동생 알브레히트 폰 브란덴부르크프로이센을 도우라고 가이어를 보냈다. 1521년 폴란드와 독일기사단 간의 전쟁이 끝날 때 가이어는 그 휴전협상에 참여했다. 그 뒤 1523년까지 알브레히트 밑에서 복무하면서, 외교 사절로서 유럽 곳곳의 궁정들에 파견되었다.
1523년, 가이어는 알브레히트를 만나러 비텐베르크로 온 마르틴 루터를 접대했다. 가이어가 언제 종교개혁 사상에 눈떴는지 정확하지 않으나, 늦어도 이 때부터는 동조하기 시작했을 것이다.
1524년 독일농민전쟁이 시작되자 가이어는 하급기사 한 줌과 농민군 수백 명을 모아 암흑군을 조직했다. 가이어의 이 부대는 독일농민전쟁 당시 농민군의 편에 서서 싸운 아마도 유일한 중기병 전력이었다. 가이어의 암흑군의 활약은 토마스 뮌처가 이끄는 농민 보병대가 튀링겐 일대에서 승리를 거두는 데 기여했다. 암흑군은 성당과 성관들을 파괴하고 귀족과 사제들을 약식처형했다. 루터는 농민군의 잔혹성을 비난하며 귀족들의 편에 섰다. 민란이 길어지면서 점차 농민군은 와해되었고, 가이어와 함께 뮌처에게 가담한 기사들 역시 하나둘씩 탈영하거나 도망갔다. 영적 지도자인 뮌처 본인도 프랑켄하우젠 전투에서 패배하고 붙잡혀 처형되었다.
암흑군은 프랑켄하우젠에서 뮌처가 승리했다는 잘못된 정보를 듣고 합류하러 가다가 잉골슈타트 외곽에서 습격당했다. 그들은 잉골슈타트 성관과 성당을 요새화하여 농성했으나 성당에 들어갔던 이들은 성당과 함께 모두 불에 타 죽었고 성관은 공격측이 세 번 공격한 끝에 깨졌다. 소수의 대원들이 포위망을 뚫고 나왔으나 근처의 소림에서 다시 포위되어 궤멸되었다. 가이어가 잉골슈타트 전투에 참여했는지, 아니면 로팅겐에서 나머지 부대원들이 오기를 기다리고 있었는지 여부는 확실하지 않다. 어느 쪽이건 가이어를 비롯한 극소수만 잉골슈타트를 탈출했다.
1525년 6월 9일에서 6월 10일로 넘어가는 밤, 가이어는 농민전쟁을 다시 일으키자는 빌헬름 폰 그룸바흐(가이어와 처남매부지간이었다)의 연락을 받고 그룸바흐의 시종 두 명과 뷔르츠부르크에서 접선했다. 시종들은 가이어와 함께 움직이다가 뷔르츠부르크 근교의 그람샤츠숲 속에서 방심한 가이어를 찔러 죽였다. 가이어의 시신이 어떻게 되었는지는 아무도 모른다.

## 참고 자료
- Hermann Barge: Florian Geyer. Eine biographische Studie. Gerstenberg Verlag, Hildesheim 1972, ISBN 3-8067-0124-5
- Christa Dericum: Des Geyers schwarze Haufen. Florian Geyer und der deutsche Bauernkrieg. Bertelsmann, München 1980, ISBN 3-570-07254-1
- Friedrich Engels: Der deutsche Bauernkrieg. Unrast-Verlag, Münster 2004, ISBN 3-89771-907-X
- Günther Franz: Der deutsche Bauernkrieg. Wissenschaftliche Buchgemeinschaft, Darmstadt 1987, ISBN 3-534-03424-4
- Dagobert von Mikusch: Florian Geyer und der Kampf um das Reich. Schlegel, Berlin 1941.
- Gerhart Hauptmann: Florian Geyer. Die Tragödie des Bauernkrieges. Reclam, Stuttgart 2002, ISBN 3-15-007841-5
- Jeremiah Pearson: Brethren. Book One of the Villeins Trilogy, Incunabula Press 2013, ISBN 978-0989546706.